# Ruisseau de Malzac
Le ruisseau de Malzac est une rivière du sud de la France qui coule dans le département de la Lozère, en ancienne région Languedoc-Roussillon, donc en nouvelle région Occitanie. C'est un affluent gauche de la Mimente, donc un sous-affluent du Tarnon , du Tarn, et de la Garonne.

## Géographie
De 13,4 km de longueur, il prend sa source dans le Massif du mont Aigoual commune de Saint-Laurent-de-Trèves dans le département de la Lozère dans le parc national des Cévennes et se jette dans la Mimente, en rive gauche, sur la commune de Cassagnas.

### Départements et communes traversées
- Lozère : Barre-des-Cévennes,  Saint-Laurent-de-Trèves, Cassagnas.

## Principaux affluents
Quelques ruisseaux se jettent dans le Trépalous :
- Ruisseau des Abreuvoirs, 1,7 km
- Ravin de l'Adrech, 1,7 km
- Ruisseau des Paillos, 3,2 km
- Ruisseau de la Plone, 1,8 km

## Hydrologie
Le ruisseau de Malzac est une rivière cévenole, qui peut avoir de très fortes et soudaines crues lors d'épisodes cévenols.